# Vicenza Calcio 2006-2007
Questa voce raccoglie le informazioni riguardanti il Vicenza Calcio nelle competizioni ufficiali della stagione 2006-2007.

## Stagione
Nella stagione 2006-2007 il Vicenza disputò il 29º campionato di Serie B della sua storia. Dopo la stagione 2001-2002 del centenario, ricomparve stabilmente sulla maglia biancorossa la "R" simbolo della Lanerossi (che era stata rimossa nel 1989). La partenza in campionato si dimostrò disastrosa, con un punto fatto nelle prime cinque partite: a farne le spese fu il tecnico Giancarlo Camolese, al quale subentrò l'allenatore emergente Angelo Gregucci. La prima sospirata vittoria in campionato arrivò alla fine di novembre, alla tredicesima giornata (2-0) contro l'Arezzo. L'inossidabile Stefan Schwoch alla sua sesta stagione vicentina, risultò il miglior realizzatore con 11 reti. La sudata salvezza arrivò, ma solo all'ultima giornata, grazie alla vittoria (0-1) sul Crotone già retrocesso, con un gol decisivo di Gabriele Paonessa. La squadra biancorossa si piazzò all'undicesimo posto, ottennendo 50 punti, frutto di 12 vittorie, 14 pareggi e 16 sconfitte; ma in soli tre punti vi erano otto squadre, senza l'ultima vittoria ci sarebbe stato il Play-out contro lo Spezia. Nella Coppa Italia il Vicenza fu subito estromesso al primo turno, per mano della Cremonese.

## Divise e sponsor
Per questa stagione lo Sponsor ufficiale: è Acqua Recoaro, mentre lo Sponsor tecnico: A-Line.

## Rosa
| N. |                   | Ruolo | Calciatore         |
| -- | ----------------- | ----- | ------------------ |
| 1  | Italia (bandiera) | P     | Giorgio Sterchele  |
| 2  | Italia (bandiera) | D     | Andrea Tecchio     |
| 3  | Italia (bandiera) | D     | Francesco Scardina |
| 4  | Italia (bandiera) | C     | Luca Rigoni        |
| 5  | Italia (bandiera) | C     | Federico Crovari   |
| 6  | Italia (bandiera) | D     | Riccardo Fissore   |
| 7  | Italia (bandiera) | C     | Cristian Raimondi  |
| 8  | Italia (bandiera) | C     | Nicola Zanini      |
| 9  | Italia (bandiera) | A     | Stefan Schwoch     |
| 10 | Italia (bandiera) | A     | Benito Carbone     |
| 10 | Italia (bandiera) | C     | Gabriele Paonessa  |
| 11 | Italia (bandiera) | C     | Damiano Moscardi   |
| 11 | Italia (bandiera) | C     | Tommaso Vailatti   |
| 12 | Italia (bandiera) | P     | Adriano Zancopè    |
| 13 | Grecia (bandiera) | D     | Evangelos Nastos   |
| 14 | Italia (bandiera) | D     | Daniele Martinelli |
| 15 | Italia (bandiera) | D     | Fabio Congiu       |
| 16 | Spagna (bandiera) | C     | Luis Helguera      |
| 17 | Italia (bandiera) | A     | Andrea Fabbrini    |
| 17 | Italia (bandiera) | C     | Mattia Venditozzi  |

| N. |                       | Ruolo | Calciatore           |
| -- | --------------------- | ----- | -------------------- |
| 18 | Italia (bandiera)     | A     | Stefano Pietribiasi  |
| 18 | Italia (bandiera)     | D     | Mirko Cudini         |
| 19 | Italia (bandiera)     | A     | Nicola Dal Bosco     |
| 20 | Italia (bandiera)     | A     | Alessandro Turchetta |
| 21 | Italia (bandiera)     | C     | Simone Padoin        |
| 22 | Italia (bandiera)     | P     | Nicola Spironelli    |
| 23 | Italia (bandiera)     | D     | Trevor Trevisan      |
| 23 | Uzbekistan (bandiera) | A     | Ilyas Zeytulaev      |
| 24 | Paraguay (bandiera)   | A     | Julio González       |
| 25 | Italia (bandiera)     | C     | Nicola Rigoni        |
| 27 | Croazia (bandiera)    | D     | Dalibor Višković     |
| 28 | Italia (bandiera)     | D     | Emanuele Pesoli      |
| 29 | Italia (bandiera)     | D     | Marco Zentil         |
| 30 | Italia (bandiera)     | C     | Ivan Castiglia       |
| 40 | Italia (bandiera)     | A     | Simone Cavalli       |
| 74 | Italia (bandiera)     | A     | Alessandro Sgrigna   |
| 77 | Italia (bandiera)     | D     | Leandro Vitiello     |
| 85 | Italia (bandiera)     | D     | Valerio Foglio       |
| 88 | Italia (bandiera)     | A     | Salvatore Foti       |
| 99 | Italia (bandiera)     | P     | Matteo Guardalben    |

## Risultati

### Serie B

#### Andata
| Arbitro: | Salati (Trento) |

|              |           |                  |
| Raimondi 68’ | Marcatori | 24’, 81’ De Rosa |

| Arbitro: | Marelli (Como) |

|                             |           |              |
| Trezeguet 45’ Del Piero 53’ | Marcatori | 59’ Raimondi |

| Arbitro: | Lena (Ciampino) |

|  |           |           |
|  | Marcatori | 52’ Pellè |

| Bari 23 settembre 2006 4ª giornata | Bari               | 0 – 0 | Vicenza | Stadio San Nicola\| Arbitro: \| Velotto (Grosseto) \| |
| Arbitro:                           | Velotto (Grosseto) |       |         |                                                       |

| Arbitro: | Lops (Torino) |

|                   |           |                            |
| Cavalli 6’ (rig.) | Marcatori | 18’ Di Nardo 68’ Margiotta |

| Arbitro: | Squillace (Catanzaro) |

|                         |           |  |
| Tarana 56’ Bernacci 62’ | Marcatori |  |

| Arbitro: | Tagliavento (Terni) |

|             |           |            |
| Cavalli 89’ | Marcatori | 42’ Calaiò |

| Pescara 21 ottobre 2006 8ª giornata | Pescara           | 0 – 0 | Vicenza | Stadio Adriatico\| Arbitro: \| Celi (Campobasso) \| |
| Arbitro:                            | Celi (Campobasso) |       |         |                                                     |

| Arbitro: | Damato (Barletta) |

|                            |           |             |
| Bellucci 11’ Marazzina 30’ | Marcatori | 73’ Schwoch |

| Arbitro: | Stefanini (Prato) |

|  |           |           |
|  | Marcatori | 21’ Iunco |

| Arbitro: | Iannone (Napoli) |

|                |           |  |
| Varricchio 85’ | Marcatori |  |

| Arbitro: | Zanzi (Lugo di Romagna) |

|                           |           |                                    |
| S. Padoin 10’ Schwoch 42’ | Marcatori | 15’ Russotto 90+4’ (rig.) Beghetto |

| Arbitro: | Morganti (Ascoli Piceno) |

|                          |           |  |
| Schwoch 23’ Paonessa 83’ | Marcatori |  |

| Arbitro: | Lena (Ciampino) |

|                 |           |                 |
| Moscardelli 45’ | Marcatori | 45+2’ L. Rigoni |

| Arbitro: | Lops (Torino) |

|                                   |           |  |
| Nastos 22’ Zanini 26’ Schwoch 80’ | Marcatori |  |

| Arbitro: | Velotto (Grosseto) |

|             |           |               |
| Gilioli 60’ | Marcatori | 36’ S. Padoin |

| Arbitro: | Bergonzi (Genova) |

|  |           |             |
|  | Marcatori | 37’ Cellini |

| Arbitro: | Ciampi (Roma) |

|                |           |                  |
| Diamoutene 70’ | Marcatori | 20’, 76’ Cavalli |

| Arbitro: | Dondarini (Finale Emilia) |

|                    |           |                                 |
| Schwoch 27’ (rig.) | Marcatori | 41’, 48’ Possanzini 64’ Mannini |

| Arbitro: | Herberg (Messina) |

|  |           |                                    |
|  | Marcatori | 24’ S. Padoin 39’ Foti 67’ Schwoch |

| Arbitro: | Celi (Campobasso) |

|               |           |  |
| S. Padoin 28’ | Marcatori |  |

#### Ritorno
| Arbitro: | Celi (Campobasso) |

|                             |           |  |
| Carobbio 33’ Gasparetto 82’ | Marcatori |  |

| Arbitro: | Tagliavento (Terni) |

|                         |           |                            |
| Nastos 73’ Paonessa 78’ | Marcatori | 6’ Palladino 60’ Del Piero |

| Arbitro: | Palanca (Roma) |

|           |           |                               |
| Pellè 32’ | Marcatori | 31’ (rig.) Scwoch 79’ Cavalli |

| Arbitro: | Gervasoni (Mantova) |

|                                   |           |  |
| Foti 21’ Schwoch 64’ Paonessa 87’ | Marcatori |  |

| Arbitro: | Pierpaoli (Firenze) |

|  |           |               |
|  | Marcatori | 31’, 43’ Foti |

| Vicenza 10 marzo 2007 27ª giornata | Vicenza            | 0 – 0 | Mantova | Stadio Romeo Menti\| Arbitro: \| Pantana (Macerata) \| |
| Arbitro:                           | Pantana (Macerata) |       |         |                                                        |

| Napoli 13 marzo 2007 28ª giornata | Napoli        | 0 – 0 | Vicenza | Stadio San Paolo\| Arbitro: \| Pieri (Lucca) \| |
| Arbitro:                          | Pieri (Lucca) |       |         |                                                 |

| Arbitro: | Salati (Trento) |

|             |           |  |
| Cavalli 64’ | Marcatori |  |

| Arbitro: | Tagliavento (Terni) |

|              |           |                     |
| Raimondi 64’ | Marcatori | 88’ (rig.) Bellucci |

| Arbitro: | Trefoloni (Siena) |

|                              |           |            |
| Sibilano 58’ Akagunduz 90+1’ | Marcatori | 62’ Nastos |

| Arbitro: | Pierpaoli (Firenze) |

|             |           |  |
| Schwoch 42’ | Marcatori |  |

| Arbitro: | Herberg (Messina) |

|                 |           |              |
| Acquafresca 86’ | Marcatori | 80’ Raimondi |

| Arbitro: | Iannone (Napoli) |

|                                |           |             |
| Floro Flores 10’ Martnetti 21’ | Marcatori | 8’ Raimondi |

| Arbitro: | Velotto (Grosseto) |

|             |           |                 |
| Schwoch 39’ | Marcatori | 87’ Moscardelli |

| Trieste 28 aprile 2007 36ª giornata | Triestina           | 0 – 0 | Vicenza | Stadio Nereo Rocco\| Arbitro: \| Pierpaoli (Firenze) \| |
| Arbitro:                            | Pierpaoli (Firenze) |       |         |                                                         |

| Arbitro: | Palanca (Roma) |

|                        |           |  |
| Schwoch 49’ Foti 90+3’ | Marcatori |  |

| Bergamo 12 maggio 2007 38ª giornata | AlbinoLeffe     | 0 – 0 | Vicenza | Stadio Atleti Azzurri d'Italia\| Arbitro: \| Salati (Trento) \| |
| Arbitro:                            | Salati (Trento) |       |         |                                                                 |

| Arbitro: | Ciampi (Roma) |

|               |           |                          |
| S. Padoin 27’ | Marcatori | 14’, 55’, 90’ Tiribocchi |

| Arbitro: | Damato (Barletta) |

|                                              |           |  |
| Serafini 24’ Hamsik 76’ (rig.) Mannini 90+1’ | Marcatori |  |

| Arbitro: | Brighi (Cesena) |

|          |           |                       |
| Foti 33’ | Marcatori | 46’ Rantier 81’ Simon |

| Arbitro: | De Marco (Chiavari) |

|  |           |              |
|  | Marcatori | 83’ Paonessa |

### Coppa Italia

#### Primo turno
| Arbitro: | Zanzi (Lugo di Romagna) |

|                |           |  |
| Balistreri 12’ | Marcatori |  |

## Statistiche

### Statistiche di squadra
| Competizione | Punti | In casa | In casa | In casa | In casa | In casa | In casa | In trasferta | In trasferta | In trasferta | In trasferta | In trasferta | In trasferta | Totale | Totale | Totale | Totale | Totale | Totale | DR |
| Competizione | Punti | G       | V       | N       | P       | Gf      | Gs      | G            | V            | N            | P            | Gf           | Gs           | G      | V      | N      | P      | Gf     | Gs     | DR |
| ------------ | ----- | ------- | ------- | ------- | ------- | ------- | ------- | ------------ | ------------ | ------------ | ------------ | ------------ | ------------ | ------ | ------ | ------ | ------ | ------ | ------ | -- |
| Serie B      | 50    | 21      | 7       | 6       | 8       | 25      | 22      | 21           | 5            | 8            | 8            | 14           | 24           | 42     | 12     | 14     | 16     | 42     | 43     | -1 |
| Coppa Italia | -     | 0       | 0       | 0       | 0       | 0       | 0       | 1            | 0            | 0            | 1            | 0            | 1            | 1      | 0      | 0      | 1      | 0      | 1      | -1 |
| Totale       | -     | 21      | 7       | 6       | 8       | 25      | 22      | 22           | 5            | 8            | 9            | 14           | 25           | 43     | 12     | 14     | 17     | 42     | 44     | -2 |